# Barão de Rio Zêzere
Barão de Rio Zêzere é um título nobiliárquico criado por D. Maria II de Portugal, por Decreto de 14 de Dezembro de 1853, em favor de Joaquim Bento Pereira.
Titulares
1. Joaquim Bento Pereira, 1.º barão de Rio Zêzere.